# Михайловка (Васисское сельское поселение)
Миха́йловка — село в Тарском районе Омской области России. Входит в состав Васисского сельского поселения.

## История
Основано в 1907 году. В 1928 году село состояло из 19 хозяйств, основное население — русские. В административном отношении находилась составе Васисского сельсовета Знаменского района Тарского округа Сибирского края.

## Население
| 1926 | 2002 | 2010 |
| ---- | ---- | ---- |
| 97   | ↗288 | ↘214 |